# 문래빗 (만화)
《문래빗》은 이난 작가가 네이버 만화에서 매주 화요일에 연재된 대한민국의 웹툰이다.

## 줄거리
수 세기 전 용왕에게 몰락한 토끼일족
피의 복수를 위해 전학 온 인간 병기 도생원의 해신고 정복기

## 등장인물
- 도생원 - 본명은 최한결로서 달에 거주한 토끼에 의해 납치되었다.